# Білоруська енциклопедія
Білоруська енциклопедія, Універсальна білоруська енциклопедія (біл. Белару́ская энцыклапе́дыя, Універса́льная Беларуская энцыклапедыя, БелЭн) — загальна енциклопедія, універсальний систематизований білоруський довідник, що містить найрізноманітніші відомості з усіх галузей знань. «Білоруський енциклопедія» - перша національна енциклопедія незалежної Білорусі. 

## Зміст
Зазначена енциклопедія видана в 18 томах (у 19 книгах), у ній розміщується близько 80000 термінів. Кожен том має 100 обліково-видавничих аркушів, від 470 до 760 сторінок в кожному томі. Певна перевага віддається висвітленню подій, фактів, пов'язаних з Білоруссю. Статті енциклопедії поміщені в абетковому порядку.

## Авторство
Робота над створенням 18-томної «Білоруської енциклопедією» почалося в 1993 році видавництвом «Беларуская Энцыклапедыя імя Пятруся Броўкі». Головним редактором був Геннадій Пашков (у 1993—1995 рр. — Борис Саченко).

## Перелік
1. Беларуская энцыклапедыя (в 18-и т.) т.1 - «А-Аршын» - 1996 г. - 552 с. (біл.)
2. Беларуская энцыклапедыя (в 18-и т.) т.2 - «Аршыца-Беларусцы» - 1996 г. - 479 с. (біл.)
3. Беларуская энцыклапедыя (в 18-и т.) т.3 - «Беларусы-Варанец» - 1996 г. - 512 с. (біл.)
4. Беларуская энцыклапедыя (в 18-и т.) т.4 - «Варанецкі-Гальфстрым» - 1997 г. - 480 с. (біл.)
5. Беларуская энцыклапедыя (в 18-и т.) т.5 - «Гальцы-Дагон» - 1997 г. - 576 с. (біл.)
6. Беларуская энцыклапедыя (в 18-и т.) т.6 - «Дадаізм-Застава» - 1998 г. - 576 с. (біл.)
7. Беларуская энцыклапедыя (в 18-и т.) т.7 - «Застаўка-Кантата» - 1998 г. - 608 с. (біл.)
8. Беларуская энцыклапедыя (в 18-и т.) т.8 - «Канто-Кулі» - 1999 г. - 576 с. (біл.)
9. Беларуская энцыклапедыя (в 18-и т.) т.9 - «Кулібін-Малаіта» - 1999 г. - 560 с. (біл.)
10. Беларуская энцыклапедыя (в 18-и т.) т.10 - «Малайзія-Мугараджа» - 2000 г. - 544 с. (біл.)
11. Беларуская энцыклапедыя (в 18-и т.) т.11 - «Мугір-Паліклініка» - 2000 г. - 560 с. (біл.)
12. Беларуская энцыклапедыя (в 18-и т.) т.12 - «Палікрат-Праметэй» - 2001 г. - 559 с. (біл.)
13. Беларуская энцыклапедыя (в 18-и т.) т.13 - «Праміле-Рэлаксін» - 2001 г. - 576 с. (біл.)
14. Беларуская энцыклапедыя (в 18-и т.) т.14 - «Рэле-Слаявіна» - 2002 г. - 512 с. (біл.)
15. Беларуская энцыклапедыя (в 18-и т.) т.15 - «Следавікі-Трыо» - 2002 г. - 552 с. (біл.)
16. Беларуская энцыклапедыя (в 18-и т.) т.16 - «Трыпалі-Хвіліна» - 2003 г. - 576 с. (біл.)
17. Беларуская энцыклапедыя (в 18-и т.) т.17 - «Хвінявічы-Шчытні» - 2003 г. - 512 с. (біл.)
18. Беларуская энцыклапедыя (в 18-и т.) т.18 к.1 - «Шчытнікі-Яя-Дадатак» - 2004 г. - 473 с. (біл.)
19. Беларуская энцыклапедыя (в 18-и т.) т.18 к.2 - «Рэспубліка Беларусь» - 2004 г. - 760 с. (біл.)